# Stazione Erebus
Stazione Erebus (Sometimes They Come Back... for More) è un film direct-to-video del 1998 diretto da Daniel Zelik Berk e ispirato al racconto omonimo di Stephen King.

## Trama
Il maggiore Callie O'Grady e il capitano Sam Cage vanno in missione di salvataggio alla stazione Erebus perché hanno ricevuto una richiesta di aiuto. Già al loro arrivo vengono accolti da una improvvisa tormenta di neve e dal cadavere di Frank Whitthaker, il maggiore della base. Una volta arrivati alla base trovano due componenti vivi e un altro cadavere. Mancando altri due componenti escono fuori per entrare nella miniera dove pare fossero diretti i due militari mancanti. Una volta lì però si sentono male, seguono inutilmente un'ombra e si perdono. Ritornano alla base e vanno tutti a dormire ma si svegliano per strani rumori e vedono di nuovo ombre all'esterno. Intanto il cadavere alla base è scomparso. Dopo scompare anche Callie e Sam la ritrova morta al livello 5. La radio viene trovata fuori uso e subito dopo viene ritrovato uno dei dispersi quasi congelato
Sam trova un anello di fidanzamento "a Mary 1916" e vede cose strane e sente voci di un uomo. Si convince che dietro c'è una cospirazione di Schilling, che poi si scopre essere il fratellastro di Sam. Sam racconta a Jennifer che l'anello è quello che lui aveva dato alla sua fidanzata Mary durante la guerra e che poi il fratellastro gliel'aveva "portata via". Nel frattempo sparisce anche il cadavere di Callie e poi grazie ad un robottino con la telecamera trovano Schilling nella miniera col cadavere di Callie accanto ad un pentacolo. Subito dopo cominciano ad apparire gli zombie di tutti i militari morti della base, eccetto Jennifer. Lei e Sam trovano un libro con un pentacolo sulla copertina e scritto in una strana lingua, in parte tradotta. Capiscono che tutto questo serve per un rituale per incontrare Satana e così escono per cercare di uccidere il fratello prima che gli zombie uccidano loro. Sam ingaggia una battaglia col fratellastro perché non vuole più fare il rituale che evidentemente fanno da secoli e che li fa vivere in eterno. Il giorno dopo la tormenta è finita e Sam e Jennifer vengono portati via da un elicottero.

## Produzione
Il film è scritto e sceneggiato da Adam Grossman già regista di A volte ritornano ancora (1996) secondo capitolo di questa trilogia iniziata con A volte ritornano nel 1991.

## Distribuzione
Negli USA è stato distribuito in modalità direct-to-video il 7 settembre 1998.